# Crassispira incrassata
Crassispira incrassata é uma espécie de gastrópode do gênero Crassispira, pertencente à família Pseudomelatomidae.